# Lagenantha
Lagenantha é um género botânico pertencente à família Amaranthaceae.

## Espécies
- Lagenantha cycloptera'
- Lagenantha gillettii
- Lagenantha nogalensis